# 341520 Mors–Somnus
341520 Mors–Somnus, chỉ định tạm thời là 2007 TY430 là một thiên thể bên ngoài Sao Hải Vương và là một hệ sao đôi cư trú trong vành đai Kuiper. Nó được phân loại là một plutino và có đường kính khoảng 100 km.
Nó được phát hiện vào ngày 14 tháng 10 năm 2007, bởi các nhà thiên văn học người Mỹ Scott Sheppard và Chad Trujillo thông qua kính viễn vọng Subaru tại Đài thiên văn Mauna Kea ở Hawaii, Hoa Kỳ. Sau này nó được đặt theo tên của cặp song sinh Mors và Somnus từ thần thoại La Mã.

## Quỹ đạo và hệ sao đôi
Mors–Somnus là một plutino đôi nhỏ có chu kỳ cộng hưởng chuyển động trung bình là 3:2 với Sao Hải Vương.  Thiên thể là một hệ sao đôi được phân giải quang học rộng với các tham số quỹ đạo như sau: 
| Trục bán chính, km | Độ lệch tâm     | Thời gian, d | Độ nghiêng, độ |
| 21000 ± 160        | 0,1529 ± 0,0028 | 961,2 ± 4,6  | 15,68 ± 0,22   |

Các thành phần có kích thước gần như bằng nhau.

## Tính chất vật lý
Tổng khối lượng của hệ sao là 7.90 ± 0.21×1017 kg với khối lượng riêng tối thiểu thực tế là 0,5 g/cm 3, suất phản chiếu là >0,17 và kích thước của các sao thành phần < 60 km.  Collaborative Asteroid Lightcurve Link giả định một suất phản chiếu là 0,1 và tính toán ra đường kính là 175,20 km dựa trên cấp sao tuyệt đối là 6,9.
Mors-Somnus có phổ cực đỏ trong các phần nhìn thấy và cận hồng ngoại của phổ. Màu sắc của hai sao thành phần không thể phân biệt được với nhau.  Nó cho thấy một đường cong ánh sáng với hai đỉnh trong khoảng thời gian khoảng 9,28 giờ và biên độ 0,24. Điều này chỉ ra rằng một trong hai là sơ cấp hoặc thứ cấp có hình dạng kéo dài và xoay không đồng bộ.

## Sự phát triển
Hệ thống Mors-Somnus có khả năng là một thiên thể cổ điển thuộc Vành đai Kuiper lạnh đã thoát ra được.

## Đặt tên
Hành tinh vi hình được đặt theo tên của hai vị thần chết chóc thần thoại La Mã (Mors) và giấc ngủ (Somnus).  Các trích dẫn đặt tên đã được phê duyệt và đã được xuất bản bởi Trung tâm Minor Planet vào ngày 2 tháng 6 năm 2015 (M.P.C. 94392).